# Neopentelia densa
Neopentelia densa är en skalbaggsart som beskrevs av Gilbert John Arrow 1944. Neopentelia densa ingår i släktet Neopentelia och familjen Melolonthidae. Inga underarter finns listade i Catalogue of Life.